# Saint-Aignan-des-Gués
Saint-Aignan-des-Gués era una comuna francesa situada en el departamento de Loiret, de la región de Centro-Valle de Loira, que el uno de enero de 2017 pasó a ser una comuna delegada de la comuna nueva de Bray-Saint-Aignan al fusionarse con la comuna de Bray-en-Val.

## Demografía
| Gráfica de evolución demográfica de Saint-Aignan-des-Gués entre 1800 y 2014 |
|                                                                             |

Los datos demográficos contemplados en este gráfico de la comuna de Saint-Aignan-des-Gués se han cogido de 1800 a 1999 de la página francesa EHESS/Cassini, y los demás datos de la página del INSEE.